# Франсуа Контер
Франсуа Контер (фр. François Konter; нар. 20 лютого 1935, Ласоваж, Люксембург — пом. 29 серпня 2018) — люксембурзький футболіст та тренер, виступав на позиції центрального захисника.

## Клубна кар'єра
Розпочав футбольну кар'єру в Люксембурзі в команді «Шерс Роданж», де провів три сезони.
Потім переїхав до Бельгії, де підписав контракт з «Андерлехтом», який грав у Першому дивізіоні. Однак основним футболістом так і не став, за чотири сезони зіграв у 20-ти матчах національного чемпіонату. У футболці одного з грандів бельгійського футболу вигравав чемпіонату Бельгії 1964, 1965, 1966 років та національний кубок 1965 року.
Потім вирішив приєднатися до «Кроссінг Елевейт», який грав у Другому дивізіоні, де виступав протягом одного сезону. У 1967 році перебрався до складу іншого представника Другого дивізіону чемпіонату Бельгії, «Гента». За підсумками сезону 1967/68 року команда виграла свій третій титул чемпіона Другого дивізіону і вийшла в перший дивізіон Бельгії. У 1969 році грав пліч-о-пліч зі своїм другому Джоні Леонардом. Перший випадок, коли в бельгійському Першому дивізіоні в одній команді грали два гравці з Люксембургу. З «Гентом» провів два матчі в Кубку УЄФА. Завершив кар'єру гравця 1971 року.

## Кар'єра в збірній
Грав за національну збірну Люксембургу на піку футбольної потужності країни, дебютував зв яку 9 жовтня 1955 року в програному (0:4) товариському поєдинку проти Швейцарії під керівництвом Нандора Ленгеля. Першим голом у футболці збірної відзначився 11 листопада 1956 року у переможному (4:1) товариському матчі проти Швейцарії. Був невід’ємною частиною команди, яка ледь не дійшла до півфіналу чемпіонату Європи 1964 року.
Протягом міжнародної кар'єри провів 77 матчів і відзначився 4-ма голами. Зіграв у 16 матчах кваліфікації чемпіонату світу.
З листопада 1966 року до листопада 1995 року залишався рекордсменом національної збірної за кількістю зіграних матчів, допоки Карло Вайс перевершив його. Свій останній міжнародний матч зіграв 23 квітня 1969 року, у кваліфікації чемпіонату світу проти Болгарії, який завершився перемогою люксембуржців з рахунком 2:1. У 7-ми матчах виводив збірну Люксембургу на футбольне поле з капітанською пов'язкою.

### Голи за збірну
Рахунок та результат збірної Люксембургу в таблиці подано на першому місці.
| # | Дата              | Місце                      | Суперник  | Рахунок | Результат | Змагання               |
| - | ----------------- | -------------------------- | --------- | ------- | --------- | ---------------------- |
| 1 | 11 листопада 1956 | Еш-сюр-Альзетт, Люксембург | Швейцарія |         | 4–1       | Товариський матч       |
| 2 | 26 квітня 1959    | Люксембург, Люксембург     | Швейцарія |         | 2–0       | Товариський матч       |
| 3 | 28 лютого 1960    | Люксембург, Люксембург     | Бельгія   |         | 2–5       | Товариський матч       |
| 4 | 10 квітня 1960    | Люксембург, Люксембург     | Франція   |         | 5–3       | кваліфікація Олімпіади |

## Особисте життя
У 1981 році одружився з Жинетт Фабер. У подружжя залишилася одна донька, Надін. Їх онук, Яннік Б'янкіні, грав за «Женесс» (Еш) та «Кер'єнґ».

## Досягнення
«Шерс Роданж»
- Перший дивізіон чемпіонату Люксембургу
  -  Чемпіон (2): 1957, 1960

«Андерлехт»
- Перший дивізіон Бельгії
  -  Чемпіон (4): 1962, 1964, 1965, 1966

- Кубок Бельгії
  -  Володар (1): 1965

«Гент»
- Другий ливізіон Бельгії
  -  Чемпіон (1): 1968